# Lepidaploa rufogrisea
Lepidaploa rufogrisea là một loài thực vật có hoa trong họ Cúc. Loài này được (A. St.-Hil.) H.Rob. mô tả khoa học đầu tiên năm 1990.